# Campeonato Mundial de Fórmula 1 de 2014
O Campeonato Mundial de Fórmula 1 de 2014 foi a 65ª temporada da Fórmula 1, que é reconhecido pela Federação Internacional de Automobilismo (FIA), o órgão regulador do automobilismo internacional, como a mais alta categoria de competição para carros de corrida monopostos. A temporada teve 19 etapas, sendo Lewis Hamilton, da equipe Mercedes, o campeão, com Nico Rosberg, também da Mercedes, ficando com o vice-campeonato. A Mercedes também foi campeã de construtores. O primeiro de uma série de títulos que viria nos anos seguintes.
Essa temporada também ficaria marcada com a primeira morte de um piloto da categoria desde Ayrton Senna, em 1994. O francês Jules Bianchi, da Marussia, sofreu um gravíssimo acidente no Grande Prêmio do Japão, ficando em coma por vários meses. Em julho de 2015, o jovem talento não resistiu, vindo a falecer aos 25 anos de idade. Na temporada 2014, Bianchi marcou os únicos pontos da história da Marussia na Fórmula 1, com um nono lugar conquistado no Grande Prêmio de Mônaco (das equipes "nanicas" que entraram em 2010, a Marussia foi a única a pontuar). Ele fazia parte da Academia de pilotos da Ferrari, e era visto como um substituto do finlandês Kimi Räikkönen. Essa também foi a última temporada da equipe Caterham.

## Equipes e pilotos
| Campeão        | Vice-Campeão | 3º Lugar         |
| -------------- | ------------ | ---------------- |
|                |              |                  |
| Lewis Hamilton | Nico Rosberg | Daniel Ricciardo |
| Mercedes       | Mercedes     | Red Bull-Renault |

Abaixo segue a lista de equipes e pilotos que participaram da temporada 2014 da Fórmula 1:
| Equipe                        | Construtor           | Chassis       | Unidade de potência    | Pneu | N.° | Pilotos           | Rodada          | Pilotos reservas e/ou de testes                  |
| ----------------------------- | -------------------- | ------------- | ---------------------- | ---- | --- | ----------------- | --------------- | ------------------------------------------------ |
| Caterham F1 Team              | Caterham-Renault     | CT-05         | Renault Energy F1-2014 | P    | 9   | Marcus Ericsson   | 1–16            | Alexander Rossi Roberto Merhi Robin Frijns       |
| Caterham F1 Team              | Caterham-Renault     | CT-05         | Renault Energy F1-2014 | P    | 10  | Kamui Kobayashi   | 1–11, 13–16, 19 | Alexander Rossi Roberto Merhi Robin Frijns       |
| Caterham F1 Team              | Caterham-Renault     | CT-05         | Renault Energy F1-2014 | P    | 45  | André Lotterer    | 12              | Alexander Rossi Roberto Merhi Robin Frijns       |
| Caterham F1 Team              | Caterham-Renault     | CT-05         | Renault Energy F1-2014 | P    | 46  | Will Stevens      | 19              | Alexander Rossi Roberto Merhi Robin Frijns       |
| Scuderia Ferrari              | Ferrari              | F14 T         | Ferrari 059/3          | P    | 7   | Kimi Räikkönen    | 1–19            | Davide Rigon Marc Gené Pedro de la Rosa          |
| Scuderia Ferrari              | Ferrari              | F14 T         | Ferrari 059/3          | P    | 14  | Fernando Alonso   | 1–19            | Davide Rigon Marc Gené Pedro de la Rosa          |
| Sahara Force India F1 Team    | Force India-Mercedes | VJM07         | Mercedes PU106A Hybrid | P    | 11  | Sergio Pérez      | 1–19            | Daniel Juncadella                                |
| Sahara Force India F1 Team    | Force India-Mercedes | VJM07         | Mercedes PU106A Hybrid | P    | 27  | Nico Hülkenberg   | 1–19            | Daniel Juncadella                                |
| Lotus F1 Team                 | Lotus                | E22           | Renault Energy F1-2014 | P    | 8   | Romain Grosjean   | 1–19            | Charles Pic Esteban Ocon                         |
| Lotus F1 Team                 | Lotus                | E22           | Renault Energy F1-2014 | P    | 13  | Pastor Maldonado  | 1–19            | Charles Pic Esteban Ocon                         |
| Marussia F1 Team              | Marussia-Ferrari     | MR03          | Ferrari 059/3          | P    | 4   | Max Chilton       | 1–16            | Alexander Rossi                                  |
| Marussia F1 Team              | Marussia-Ferrari     | MR03          | Ferrari 059/3          | P    | 17  | Jules Bianchi     | 1–15            | Alexander Rossi                                  |
| McLaren Mercedes              | McLaren-Mercedes     | MP4-29        | Mercedes PU106A Hybrid | P    | 20  | Kevin Magnussen   | 1–19            | Gary Paffett Stoffel Vandoorne                   |
| McLaren Mercedes              | McLaren-Mercedes     | MP4-29        | Mercedes PU106A Hybrid | P    | 22  | Jenson Button     | 1–19            | Gary Paffett Stoffel Vandoorne                   |
| Mercedes AMG Petronas F1 Team | Mercedes             | F1 W05 Hybrid | Mercedes PU106A Hybrid | P    | 6   | Nico Rosberg      | 1–19            | Sam Bird                                         |
| Mercedes AMG Petronas F1 Team | Mercedes             | F1 W05 Hybrid | Mercedes PU106A Hybrid | P    | 44  | Lewis Hamilton    | 1–19            | Sam Bird                                         |
| Infiniti Red Bull Racing      | Red Bull-Renault     | RB10          | Renault Energy F1-2014 | P    | 1   | Sebastian Vettel  | 1–19            | Sébastien Buemi António Félix da Costa           |
| Infiniti Red Bull Racing      | Red Bull-Renault     | RB10          | Renault Energy F1-2014 | P    | 3   | Daniel Ricciardo  | 1–19            | Sébastien Buemi António Félix da Costa           |
| Sauber F1 Team                | Sauber-Ferrari       | C33           | Ferrari 059/3          | P    | 21  | Esteban Gutiérrez | 1–19            | Giedo van der Garde Sergey Sirotkin Adderly Fong |
| Sauber F1 Team                | Sauber-Ferrari       | C33           | Ferrari 059/3          | P    | 99  | Adrian Sutil      | 1–19            | Giedo van der Garde Sergey Sirotkin Adderly Fong |
| Scuderia Toro Rosso           | Toro Rosso-Renault   | STR9          | Renault Energy F1-2014 | P    | 25  | Jean-Éric Vergne  | 1–19            | Max Verstappen                                   |
| Scuderia Toro Rosso           | Toro Rosso-Renault   | STR9          | Renault Energy F1-2014 | P    | 26  | Daniil Kvyat      | 1–19            | Max Verstappen                                   |
| Williams Martini Racing       | Williams-Mercedes    | FW36          | Mercedes PU106A Hybrid | P    | 19  | Felipe Massa      | 1–19            | Felipe Nasr Susie Wolff                          |
| Williams Martini Racing       | Williams-Mercedes    | FW36          | Mercedes PU106A Hybrid | P    | 77  | Valtteri Bottas   | 1–19            | Felipe Nasr Susie Wolff                          |

## Mudanças no regulamento + Curiosidades da Temporada
Uma das mudanças no regulamento é a adoção de novos motores turbo-comprimidos V6 de 1600 cilindradas.
Por questão de segurança, a Comissão da Fórmula 1 concordou com uma alteração nos regulamentos desportivos de 2013, permitindo que o fornecedor de pneus realize uma sessão de três dias de testes no Barém, entre 17 e 19 de dezembro de 2013. Todas as equipes da categoria foram convidadas a participar do teste e seis aceitaram: Red Bull, Mercedes, Ferrari, McLaren, Force India e Toro Rosso.
Cada piloto poderá escolher seu número, que pode variar entre 2 e 99, para servir como sua identificação ao longo de sua carreira no Campeonato. O número 1 será reservado para o campeão mundial em exercício, que poderá usá-lo se assim desejar. Se mais de um piloto escolher o mesmo número, a prioridade será dada ao competidor que tenha alcançado a melhor posição no Mundial do ano anterior.
Foi acordada entre as equipes uma penalização de cinco segundos para as infrações menores. A forma pela qual estas sanções serão aplicadas ainda está em discussão, para que estas sejam introduzidas junto ao novo regulamento para a temporada 2014.
Com o intuito de manter a disputa pelo título aberta até a última prova, a corrida final da temporada daria o dobro de pontos aos pilotos e construtores.

Curiosidades
A temporada 2014 da Fórmula 1 foi a última das equipes Caterham e Marussia, que haviam entrado juntas na categoria, em 2010. Dessas, só o time russo marcou pontos, com o 9º lugar de Jules Bianchi em Mônaco. O piloto francês morreria no ano seguinte, aos 25 anos, por consequências do gravíssimo acidente que sofreu no GP do Japão. Foi revelado tempos depois que o time malaio negociava com o brasileiro Rubens Barrichello para as três etapas finais do campeonato, o que acabou não se concretizando.
2014 marcou também estreias e despedidas no grid. O russo Daniil Kvyat, o inglês Will Stevens, o dinamarquês Kevin Magnussen, o sueco Marcus Ericsson e o norte-americano Alexander Rossi debutaram na categoria. Já o alemão Adrian Sutil, o francês Jean-Éric Vergne e o japonês Kamui Kobayashi figuraram na Fórmula 1 pela última vez. Pela primeira e única vez, o alemão André Lötterer figurava no grid, quando disputou o GP da Bélgica pela Caterham.
Foi a última temporada do alemão Sebastian Vettel pela Red Bull, por onde corria desde 2009. Em 2015, o tetracampeão mundial juntou-se à Ferrari em um contrato de cinco anos.

## Calendário de lançamento dos carros
Lista das equipes que confirmaram o lançamento de seus carros para a Temporada:
| Equipe          | Data            | Local                                  |
| --------------- | --------------- | -------------------------------------- |
| McLaren         | 24 de Janeiro   | Online                                 |
| Ferrari         | 25 de Janeiro   | Online                                 |
| Sauber          | 26 de Janeiro   | Online                                 |
| Toro Rosso      | 27 de Janeiro   | Jerez de la Frontera, Espanha          |
| Mercedes        | 28 de Janeiro   | Jerez de la Frontera, Espanha          |
| Caterham        | 28 de Janeiro   | Jerez de la Frontera, Espanha          |
| Williams        | 28 de Janeiro   | Jerez de la Frontera, Espanha          |
| Red Bull Racing | 28 de Janeiro   | Jerez de la Frontera, Espanha          |
| Force India     | 28 de Janeiro   | Jerez de la Frontera, Espanha          |
| Marussia        | 30 de Janeiro   | Jerez de la Frontera, Espanha          |
| Lotus           | 19 de Fevereiro | Circuito Internacional do Barém, Barém |

## Testes de pré-temporada
As sessões de teste foram confirmadas para Jerez (28-31 de janeiro) e Circuito Internacional de Barém, Sakhir (19-22 de fevereiro) e (27 de fevereiro a 2 de março).
(Em negrito, a volta mais rapida de cada sessão)
| Sessão | Data            | Local                         | Circuito                        | Piloto mais rápido | Equipe      | Melhor tempo | Voltas |
| ------ | --------------- | ----------------------------- | ------------------------------- | ------------------ | ----------- | ------------ | ------ |
| 1      | 28 de janeiro   | Jerez de la Frontera, Espanha | Jerez                           | Kimi Räikkönen     | Ferrari     | 1:27.104     | 31     |
| 1      | 29 de janeiro   | Jerez de la Frontera, Espanha | Jerez                           | Jenson Button      | McLaren     | 1:24.165     | 43     |
| 1      | 30 de janeiro   | Jerez de la Frontera, Espanha | Jerez                           | Kevin Magnussen    | McLaren     | 1:23.276     | 52     |
| 1      | 31 de janeiro   | Jerez de la Frontera, Espanha | Jerez                           | Felipe Massa       | Williams    | 1:28.521     | 86     |
|        |                 |                               |                                 |                    |             |              |        |
| 2      | 19 de fevereiro | Sakhir, Barém                 | Circuito Internacional do Barém | Nico Hülkenberg    | Force India | 1:36.880     | 78     |
| 2      | 20 de fevereiro | Sakhir, Barém                 | Circuito Internacional do Barém | Kevin Magnussen    | McLaren     | 1:34.910     | 46     |
| 2      | 21 de fevereiro | Sakhir, Barém                 | Circuito Internacional do Barém | Lewis Hamilton     | Mercedes    | 1:34.263     | 67     |
| 2      | 22 de fevereiro | Sakhir, Barém                 | Circuito Internacional do Barém | Nico Rosberg       | Mercedes    | 1:33.283     | 89     |
|        |                 |                               |                                 |                    |             |              |        |
| 3      | 27 de fevereiro | Sakhir, Barém                 | Circuito Internacional do Barém | Sergio Pérez       | Force India | 1:35.290     | 105    |
| 3      | 28 de fevereiro | Sakhir, Barém                 | Circuito Internacional do Barém | Sergio Pérez       | Force India | 1:35.570     | 108    |
| 3      | 1 de março      | Sakhir, Barém                 | Circuito Internacional do Barém | Felipe Massa       | Williams    | 1.33.258     | 99     |
| 3      | 2 de março      | Sakhir, Barém                 | Circuito Internacional do Barém | Lewis Hamilton     | Mercedes    | 1:33.278     | 67     |

## Calendário
| Rodada | Grande Prêmio                    | Circuito e Cidade                              | Data           | Hora (Brasília) |
| ------ | -------------------------------- | ---------------------------------------------- | -------------- | --------------- |
| 1      | Grande Prêmio da Austrália       | Albert Park, Melbourne                         | 16 de Março    | 03:00           |
| 2      | Grande Prêmio da Malásia         | Circuito Internacional de Sepang, Kuala Lumpur | 30 de Março    | 05:00           |
| 3      | Grande Prêmio do Barém           | Circuito Internacional do Barém, Sakhir        | 6 de Abril     | 12:00           |
| 4      | Grande Prêmio da China           | Circuito Internacional de Xangai, Xangai       | 20 de Abril    | 04:00           |
| 5      | Grande Prêmio da Espanha         | Circuito da Catalunha, Barcelona               | 11 de Maio     | 09:00           |
| 6      | Grande Prêmio de Mônaco          | Circuito de Monte Carlo, Monte Carlo           | 25 de Maio     | 09:00           |
| 7      | Grande Prêmio do Canadá          | Circuito Gilles Villeneuve, Montreal           | 8 de Junho     | 15:00           |
| 8      | Grande Prêmio da Áustria         | Red Bull Ring, Spielberg                       | 22 de Junho    | 09:00           |
| 9      | Grande Prêmio da Grã-Bretanha    | Circuito de Silverstone, Silverstone           | 6 de Julho     | 09:00           |
| 10     | Grande Prêmio da Alemanha        | Hockenheimring, Hockenheim                     | 20 de Julho    | 09:00           |
| 11     | Grande Prêmio da Hungria         | Hungaroring, Budapeste                         | 27 de Julho    | 09:00           |
| 12     | Grande Prêmio da Bélgica         | Spa-Francorchamps, Spa                         | 24 de Agosto   | 09:00           |
| 13     | Grande Prêmio da Itália          | Circuito de Monza, Monza                       | 7 de Setembro  | 09:00           |
| 14     | Grande Prêmio de Singapura       | Circuito Urbano de Marina Bay, Singapura       | 21 de Setembro | 09:00           |
| 15     | Grande Prêmio do Japão           | Circuito de Suzuka, Suzuka                     | 5 de Outubro   | 03:00           |
| 16     | Grande Prêmio da Russia          | Circuito de Sochi, Sóchi                       | 12 de Outubro  | 08:00           |
| 17     | Grande Prêmio dos Estados Unidos | Circuito das Américas, Austin                  | 2 de Novembro  | 18:00           |
| 18     | Grande Prêmio do Brasil          | Autódromo de Interlagos, São Paulo             | 9 de Novembro  | 14:00           |
| 19     | Grande Prêmio de Abu Dhabi       | Circuito de Yas Marina, Abu Dhabi              | 23 de Novembro | 11:00           |

## Pneus
Desde 2011 a Pirelli é a fornecedora de pneus da categoria.
| Nome do composto | Cor | Banda de rolamento | Condições de condução | Dry Type*                          | Aderência       | Longevidade   |
| ---------------- | --- | ------------------ | --------------------- | ---------------------------------- | --------------- | ------------- |
| Supermacio       |     | Slick              | Seco                  | Supersoft                          | Mais aderência  | Menos durável |
| Macio            |     | Slick              | Seco                  | Soft                               | Médio           | Médio         |
| Médio            |     | Slick              | Seco                  | Medium                             | Médio           | Médio         |
| Duro             |     | Slick              | Seco                  | Hard                               | Menos aderência | Mais durável  |
| Intermediário    |     | Sulcos             | Molhado               | Intermediate (água não estagnante) | x               | x             |
| Chuva            |     | Sulcos             | Molhado               | Wet (água estagnante)              | x               | x             |

| Compostos | Compostos                                        | Compostos      | Compostos    |
| Rodada    | Grande Prêmio                                    | Option (Macio) | Prime (Duro) |
| --------- | ------------------------------------------------ | -------------- | ------------ |
| 1         | Grande Prêmio da Austrália (Melbourne)           | macio          | médio        |
| 2         | Grande Prêmio da Malásia (Kuala Lumpur)          | médio          | duro         |
| 3         | Grande Prêmio do Barém (Sakhir)                  | macio          | médio        |
| 4         | Grande Prêmio da China (Xangai)                  | macio          | médio        |
| 5         | Grande Prêmio da Espanha (Barcelona)             | médio          | duro         |
| 6         | Grande Prêmio de Mônaco (Monte Carlo)            | supermacio     | macio        |
| 7         | Grande Prêmio do Canadá (Montréal)               | supermacio     | macio        |
| 8         | Grande Prêmio da Áustria (Spielberg)             | supermacio     | macio        |
| 9         | Grande Prêmio da Grã-Bretanha (Silverstone)      | médio          | duro         |
| 10        | Grande Prêmio da Alemanha (Hockenheim)           | supermacio     | macio        |
| 11        | Grande Prêmio da Hungria (Budapeste)             | macio          | médio        |
| 12        | Grande Prêmio da Bélgica (Spa-Francorchamps)     | macio          | médio        |
| 13        | Grande Prêmio da Itália (Monza)                  | médio          | duro         |
| 14        | Grande Prêmio de Singapura (Cidade de Singapura) | supermacio     | macio        |
| 15        | Grande Prêmio do Japão (Suzuka)                  | médio          | duro         |
| 16        | Grande Prêmio da Rússia (Sochi)                  | macio          | médio        |
| 17        | Grande Prêmio dos Estados Unidos (Austin)        | macio          | médio        |
| 18        | Grande Prêmio do Brasil (São Paulo)              | macio          | médio        |
| 19        | Grande Prêmio de Abu Dhabi (Yas Marina)          | supermacio     | macio        |

## Resultados

### Sistema de Pontuação
Os pontos são concedidos até o 10º colocado.
Da seguinte forma:
| Sistema de Pontuação    | Sistema de Pontuação | Sistema de Pontuação | Sistema de Pontuação | Sistema de Pontuação | Sistema de Pontuação | Sistema de Pontuação | Sistema de Pontuação | Sistema de Pontuação | Sistema de Pontuação | Sistema de Pontuação |
| Etapas/Posição          | 1º                   | 2º                   | 3º                   | 4º                   | 5º                   | 6º                   | 7º                   | 8º                   | 9º                   | 10º                  |
| ----------------------- | -------------------- | -------------------- | -------------------- | -------------------- | -------------------- | -------------------- | -------------------- | -------------------- | -------------------- | -------------------- |
| Nas primeiras 18 etapas | 25                   | 18                   | 15                   | 12                   | 10                   | 8                    | 6                    | 4                    | 2                    | 1                    |
| Na última etapa         | 50                   | 36                   | 30                   | 24                   | 20                   | 16                   | 12                   | 8                    | 4                    | 2                    |

### Pilotos
| Pos | Piloto            | Nu. | Equipe (a)  | AUS | MAL | BAR | CHN | ESP | MON | CAN | AUT | GBR | ALE | HUN | BEL | ITA | SIN | JAP | RUS | EUA | BRA | ABU | Pts |
| --- | ----------------- | --- | ----------- | --- | --- | --- | --- | --- | --- | --- | --- | --- | --- | --- | --- | --- | --- | --- | --- | --- | --- | --- | --- |
| 1   | Lewis Hamilton    | 44  | Mercedes    | Ret | 1   | 1   | 1   | 1   | 2   | Ret | 2   | 1   | 3   | 3   | Ret | 1   | 1   | 1   | 1   | 1   | 2   | 1   | 384 |
| 2   | Nico Rosberg      | 6   | Mercedes    | 1   | 2   | 2   | 2   | 2   | 1   | 2   | 1   | Ret | 1   | 4   | 2   | 2   | Ret | 2   | 2   | 2   | 1   | 14  | 317 |
| 3   | Daniel Ricciardo  | 3   | Red Bull    | DSQ | Ret | 4   | 4   | 3   | 3   | 1   | 8   | 3   | 6   | 1   | 1   | 5   | 3   | 4   | 7   | 3   | Ret | 4   | 238 |
| 4   | Valtteri Bottas   | 77  | Williams    | 5   | 8   | 8   | 7   | 5   | Ret | 7   | 3   | 2   | 2   | 8   | 3   | 4   | 11  | 6   | 3   | 5   | 10  | 3   | 186 |
| 5   | Sebastian Vettel  | 1   | Red Bull    | Ret | 3   | 6   | 5   | 4   | Ret | 3   | Ret | 5   | 4   | 7   | 5   | 6   | 2   | 3   | 8   | 7   | 5   | 8   | 167 |
| 6   | Fernando Alonso   | 14  | Ferrari     | 4   | 4   | 9   | 3   | 6   | 4   | 6   | 5   | 6   | 5   | 2   | 7   | Ret | 4   | Ret | 6   | 6   | 6   | 9   | 161 |
| 7   | Felipe Massa      | 19  | Williams    | Ret | 7   | 7   | 15  | 13  | 7   | 12† | 4   | Ret | Ret | 5   | 13  | 3   | 5   | 7   | 11  | 4   | 3   | 2   | 134 |
| 8   | Jenson Button     | 22  | McLaren     | 3   | 6   | 17† | 11  | 11  | 6   | 4   | 11  | 4   | 8   | 10  | 6   | 8   | Ret | 5   | 4   | 12  | 4   | 5   | 126 |
| 9   | Nico Hülkenberg   | 27  | Force India | 6   | 5   | 5   | 6   | 10  | 5   | 5   | 9   | 8   | 7   | Ret | 10  | 12  | 9   | 8   | 12  | Ret | 8   | 6   | 96  |
| 10  | Sergio Pérez      | 11  | Force India | 10  | NL  | 3   | 9   | 9   | Ret | 11† | 6   | 11  | 10  | Ret | 8   | 7   | 7   | 10  | 10  | Ret | 15  | 7   | 59  |
| 11  | Kevin Magnussen   | 20  | McLaren     | 2   | 9   | Ret | 13  | 12  | 10  | 9   | 7   | 7   | 9   | 12  | 12  | 10  | 10  | 14  | 5   | 8   | 9   | 11  | 55  |
| 12  | Kimi Räikkönen    | 7   | Ferrari     | 7   | 12  | 10  | 8   | 7   | 12  | 10  | 10  | Ret | 11  | 6   | 4   | 9   | 8   | 12  | 9   | 13  | 7   | 10  | 55  |
| 13  | Jean-Éric Vergne  | 25  | Toro Rosso  | 8   | Ret | Ret | 11  | Ret | Ret | 8   | Ret | 10  | 13  | 9   | 11  | 13  | 6   | 9   | 13  | 10  | 13  | 12  | 22  |
| 14  | Romain Grosjean   | 8   | Lotus       | Ret | 11  | 12  | Ret | 8   | 8   | Ret | 14  | 12  | Ret | Ret | Ret | 16  | 13  | 15  | 17  | 11  | 17  | 13  | 8   |
| 15  | Daniil Kvyat      | 26  | Toro Rosso  | 9   | 10  | 11  | 10  | 14  | Ret | Ret | Ret | 9   | Ret | 14  | 9   | 11  | 14  | 11  | 14  | 15  | 11  | Ret | 8   |
| 16  | Pastor Maldonado  | 13  | Lotus       | Ret | Ret | 14  | 14  | 15  | NL  | Ret | 12  | 17  | 12  | 13  | Ret | 14  | 12  | 16  | 18  | 9   | 12  | Ret | 2   |
| 17  | Jules Bianchi     | 17  | Marussia    | Ret | Ret | 16  | 17  | 18  | 9   | Ret | 15  | 14  | 15  | 15  | 18  | 18  | 16  | 20† | Les | Les | Les | Les | 2   |
| 18  | Adrian Sutil      | 99  | Sauber      | 11  | Ret | Ret | Ret | 17  | Ret | 13  | 13  | 13  | Ret | 11  | 14  | 13  | Ret | 21† | 16  | Ret | 16  | 16  | 0   |
| 19  | Marcus Ericsson   | 9   | Caterham    | Ret | 14  | Ret | 20  | 20  | 11  | Ret | 18  | Ret | 18  | Ret | 17  | 19  | 15  | 17  | 19  | NP  | NP  | NP  | 0   |
| 20  | Esteban Gutiérrez | 21  | Sauber      | 12  | Ret | Ret | 16  | 16  | Ret | 14† | 19  | Ret | 14  | Ret | 15  | 19  | Ret | 13  | 15  | 14  | 14  | 15  | 0   |
| 21  | Max Chilton       | 4   | Marussia    | 13  | 15  | 13  | 19  | 19  | 14  | Ret | 17  | 16  | 17  | 16  | 16  | Ret | 17  | 18  | Ret | NP  | NP  | NP  | 0   |
| 22  | Kamui Kobayashi   | 10  | Caterham    | Ret | 13  | 15  | 18  | Ret | 13  | Ret | 16  | 15  | 16  | Ret |     | 17  | NL  | 19  | Ret | NP  | NP  | Ret | 0   |
| 23  | Will Stevens      | 46  | Caterham    |     |     |     |     |     |     |     |     |     |     |     |     |     |     |     |     |     |     | 17  | 0   |
| 24  | André Lotterer    | 45  | Caterham    |     |     |     |     |     |     |     |     |     |     |     | Ret |     |     |     |     |     |     |     | 0   |

| Cor        | Resultado             |
| ---------- | --------------------- |
| Ouro       | Vencedor              |
| Prata      | 2.º lugar             |
| Bronze     | 3.º lugar             |
| Verde      | Terminou, nos pontos  |
| Azul       | Terminou, sem pontos  |
| Púrpura    | Ret – Retirou-se      |
| Vermelho   | NQ – Não qualificado  |
| Preto      | DSQ – Desqualificado  |
| Branco     | NL – Não largou       |
| Branco     | C – Corrida cancelada |
| Azul claro | AT – Apenas Treino    |
| Sem cor    | NP – Não participou   |
| Sem cor    | Les – Lesionado       |
| Sem cor    | EX – Excluído         |

Notas:
- † — Pilotos que não terminaram o Grande Prêmio mas foram classificados pois completaram 90% da corrida.